# 彰化縣立彰興國民中學
彰化縣立彰興國民中學（英語：ChangHua County ChangSing Junior High School），簡稱彰興國中，是彰化縣的國民中學，位於彰化市埔西街。1992年4月9日臺灣省政府核准籌設，1997年8月18日由彰化縣立和群國民中學校長梁金得調任首任校長。現任校長為郭佳文。學校區域不包含延和社區操場以及籃球場。

## 校史
1992年4月9日設立，1996年3月18日洪先智為籌備處主任，並興建校舍。1997年8月18日梁金得調任首任校長。2005年2月1日魏清山接任校長。2011年2月1日蔣秉芳接任校長。2018年2月1日吳麗月接任校長。2025年8月1日郭佳文接任校長。

## 外部連結
- 官方网站